# Edward Edwards
Edward Edwards (getauft 1. September 1741; † 13. April 1815 in Water Newton) war ein britischer Marineoffizier und Entdecker. Er wurde von der Admiralität ausgesandt, um die Meuterer der Bounty gefangen zu nehmen. Dabei umrundete er einmal die Erde und entdeckte mehrere Inseln im Südpazifik.

## Frühe Jahre
Edward Edwards wurde im Jahr 1741 als dritter Sohn von Richard und Mary Edwards geboren. Die genauen Geburtsdaten sind nicht bekannt, getauft wurde er am 1. September 1741 in Water Newton, Cambridgeshire, England.
Über seine frühen Jahre ist wenig bekannt. Zum Lieutenant der Royal Navy wurde er am 7. September 1759 ernannt, und am 25. April 1781 zum Captain. Er kommandierte die Fregatte HMS Narcissus, auf der sich 1782 eine Meuterei ereignete, die Edwards erfolgreich niederschlagen konnte, sechs der Meuterer wurden später gehängt.

## Gefangennahme der Bounty-Meuterer
Nach der heldenhaft gefeierten Rückkehr von Kapitän William Bligh nach der Meuterei auf der Bounty (zu den vorangegangenen Ereignissen siehe → Bounty) vermutete man zunächst, zwei spanische Schiffe hätten die Bounty im Südpazifik aufgebracht. Die Nachricht stellte sich jedoch als falsch heraus, sodass sich die britische Admiralität genötigt sah, eine Expedition auszurüsten, um die Meuterer festzusetzen. Man rüstete die Fregatte HMS Pandora aus, unterstellte sie dem Kommando von Edward Edwards und entsandte das Schiff am 7. November 1790 von Southampton über Kap Hoorn in den Pazifik. Am 4. März 1791 passierte die Pandora die Osterinsel und am 16. März 1791 sichtete Edwards eine auf seinen Karten nicht verzeichnete Insel, die er Ducie taufte. Er hielt sich für den Erstentdecker, heute ist man jedoch der Auffassung, dass Ducie mit der am 26. Januar 1606 von dem portugiesischen Seefahrer Pedro Fernández de Quirós entdeckten Insel „La Encarnación“ identisch ist.
Edwards wählte nun einen nordwestlichen Kurs zum Tuamotu-Archipel und verfehlte dabei die nur 300 km von Ducie entfernte Insel Pitcairn, auf die sich Fletcher Christian mit den Bounty-Meuterern geflüchtet hatte.
Am 16. März 1791 passierte Edwards die Insel Marutea Sud, die er „Lord Hood“ nannte, nach dem Admiral Samuel Hood. Zwei Tage später entdeckte er die in Europa bisher noch unbekannte Insel Tureia, die er „Carysfort“ taufte, und segelte dann über Mehetia zur Insel Tahiti. Am 23. März 1791 ankerte die Pandora in der Matavai-Bucht. Edwards machte sich am selben Tag noch mithilfe der örtlichen Häuptlinge auf die Jagd nach den Meuterern der Bounty. Von den sechzehn Meuterern, die auf Tahiti zurückgeblieben waren, waren zwei ermordet worden, zehn festgenommen und vier stellten sich selbst. Einige von ihnen hatten gerade erst auf Tahiti einen schnellen Schoner gebaut, mit dem sie nach Amerika flüchten wollten. Edwards beschlagnahmte das Schiff, das er Matavi Tender nannte, rüstete es aus und stellte es unter das Kommando des Midshipmans David Renouard. Für die gefangenen Meuterer ließ er auf dem Deck der Pandora einen Käfig errichten, von der Mannschaft „Pandoras Box“ genannt, in Anlehnung an die Büchse der Pandora.

## Suche nach der Bounty
Nun machte Edwards sich auf die Suche nach der Bounty mit den übrigen Meuterern, die er auf einer der Inseln im westlichen Pazifik vermutete. Am 9. Mai 1791 segelten die Pandora und der Schoner über Tahaa und Bora Bora zu den nördlichen Cookinseln Aitutaki und Palmerston und weiter zu der Tokelau-Insel Atafu. Bei den Palmerston-Inseln wurde ein mit einem Midshipman und mehreren Besatzungsmitgliedern besetztes Beiboot auf die offene See getrieben, die Männer wurden nie mehr gesehen.
Am 12. Juni 1791 entdeckte Edwards das Atoll Nukunonu, das er „Duke of Clarence’s Island“ taufte. Im Samoa-Archipel wurden die beiden Schiffe getrennt und die Pandora lief Rotuma an, eine weitere Erstentdeckung, die Edwards „Grenville Island“ taufte.
Über Savaiʻi und Upolu ging es sodann zu den zu Tonga gehörenden Haʻapai-Inseln, denen Edwards den Namen „The Happy Islands“ gab. Zwei weitere Neuentdeckungen waren die Inseln „Mitre“ (Fatutaka) und „Cherry“ (Anuta) westlich der Santa-Cruz-Inseln.
Auf all diesen Inseln war keine Spur der Bounty zu entdecken.

## Havarie und Rückkehr

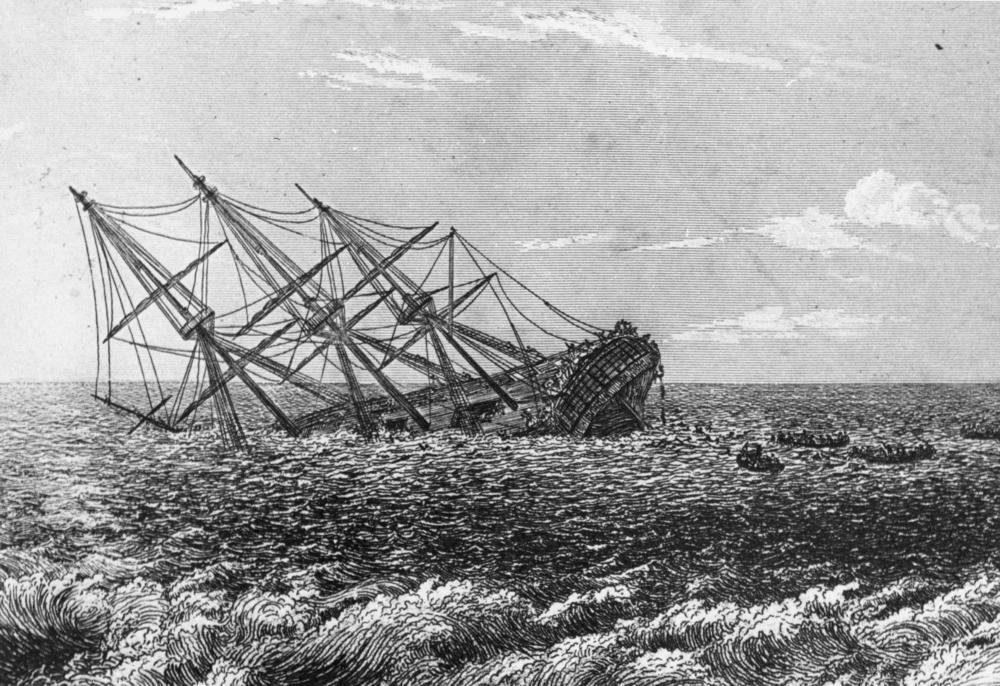
Die havarierte Pandora

Nachdem die Pandora die Santa-Cruz-Inseln ohne zu landen passiert hatte, ließ Edwards die Endeavour-Straße ansteuern, die Meerenge zwischen Australien und Papua-Neuguinea, um nach England zurückzukehren. Am Abend des 29. August 1791 lief die Pandora am Great Barrier Reef auf einen Korallenfelsen und nahm so schnell Wasser, dass die Mannschaft mit den Pumpen nur wenig ausrichten konnte. Edwards ließ daher die Boote ausbringen. Die Bounty-Meuterer Coleman, Mc Intosh und Norman, die Kapitän Bligh als unschuldig bezeichnet hatte, wurden aus ihrem Gefängnis befreit, die übrigen blieben gefesselt in Pandoras Box.
Gegen Morgen war das Schiff so weit gesunken, dass das Oberdeck nur noch teilweise über Wasser lag. Entgegen dem Befehl von Edwards konnten in letzter Minute zehn Gefangene von der Besatzung der Pandora befreit werden. Skinner, Sumner, Stewart und Hillbrant ertranken.
31 Seeleute des Schiffes waren ertrunken und 89, einschließlich Kapitän Edwards, gerettet. Mit den vier offenen Beibooten der Pandora durchquerten sie das Barriereriff und erreichten die unbewohnte Halbinsel York. Dann machten sie sich auf den Weg zur holländischen Kolonie Timor, wo sie am 16. September 1791 nach einer über tausend Meilen langen, abenteuerlichen Fahrt anlangten. Als Passagiere des holländischen Schiffs Rembang der Ostindien-Kompanie reisten Kapitän Edwards, die gesunden Besatzungsmitglieder, die zehn überlebenden Bounty-Meuterer sowie neun geflohene Sträflinge der Sträflingskolonie Australien, darunter William Bryant mit seiner Ehefrau Mary Bryant und ihren zwei kleinen Kindern, bis nach Batavia. Die Sträflinge waren in einem kleinen, offenen Boot nach einer 5200 Kilometer langen, 69-tägigen Seereise  in Timor gelandet und hatten sich dort vergebens als Schiffbrüchige ausgegeben. Edwards nahm sie in Haft. Als die Briten in Kapstadt ankamen, wurden sie von dem Kriegsschiff HMS Gorgon übernommen und nach England zurückgebracht. Den überlebenden Bounty-Meuterern machte man in London den Prozess, die geflohenen Sträflinge mussten den Rest ihrer Strafe im Newgate-Gefängnis absitzen.
Edwards hatte, wenn auch nicht mit demselben Schiff, einmal die Erde umrundet. Wegen des Verlustes der Pandora fand am 10. September 1792 auf der HMS Hector in Portsmouth eine Kriegsgerichtsverhandlung gegen Edwards statt. Verhandlungsführer war Lord Hood. Edwards und die Offiziere der Pandora wurden ehrenvoll freigesprochen.

## Weitere Karriere
Über ein weiteres Kommando ist nichts bekannt. Edwards wurde jedoch am 14. Februar 1799 zum Rear-Admiral und 1809 zum Vice-Admiral befördert. Er erreichte schließlich am 31. Juli 1810 den Rang eines Admiral of the White.
Edward Edwards starb unverheiratet am 13. April 1815. Sein Grab befindet sich heute noch auf dem St. Remigius Churchyard in Water Newton, Cambridgeshire, England.